# Apostolicae curae
Apostolicae curae – list apostolski Leona XIII z 13 września 1896 r. w którym uznał i ogłosił święcenia wyższe udzielone w Kościele anglikańskim za nieważne, a sukcesję apostolską za przerwaną.
Angielski parlament w 1534 r. uchwalił akt supremacji. Dokument ten przyznał władcy Anglii tytuł głowy Kościoła anglikańskiego. Poza odrzuceniem władzy papieża, ustawa ta nie ingerowała w zakres dogmatów i ceremonii kościelnych. W 1559 r. uchwalono Akt uniformizacji, który ponownie wprowadzał w Anglii obowiązywanie Aktu Supremacji. Elżbieta I Tudor przywróciła niezależność Kościoła Anglii. Ogłosiła 39 artykułów wiary. Stanowią one do dziś kanon dogmatyczny anglikanizmu, który łączy w sobie elementy katolicyzmu i protestantyzmu.
Mocne akcenty protestantyzmu spowodowały fakt, że wielu teologów święcenia udzielone w Kościele anglikańskim uważało za nieważne. Gdy Elżbieta I mianowała Mateusza Parkera arcybiskupem Canterbury biskupi katoliccy odmówili udziału w konsekracji biskupiej. Mateusz Parker został konsekrowany przez czterech protestanckich biskupów (Barlowa, Scorcy'a, Corerdale'a i Hodgkinsa).
Za nieważnością święceń opowiedział się m.in. kardynał Reginald Pole – dawny nuncjusz papieski w Anglii.
Jako powody nieuznawania ważności konsekracji Mateusza Parkera, a następnie przerwanie sukcesji apostolskiej to następujące argumenty:
1) Nie jest rzeczą pewną, czy konsekrator Barlow posiadał charakter biskupi;
2) Sądząc z zasad, jakie wyznawał i jego życia, zachodzi wątpliwość, czy miał potrzebną intencję;
3) za czasów Edwarda VI forma konsekracyjna uległa istotnej zmianie tak, że na zebraniu duchowieństwa anglikańskiego w roku 1662 uznano za konieczne takową uporządkować.
Leon XIII polecił w 1895 r. kardynałowi Vaughanowi przedstawić memoriał w sprawie święceń. Kardynał Vaughan powołał komisję teologiczną, której sam przewodniczył. Rezultat tych badań, zredagowany przez kanonika Moyes'a, Gasquet'a i Dawida przedstawiono Leonowi XIII. Wyżej wymienieni z wielu teologami rzymskimi, pod przewodnictwem kardynała Mazelli przygotowywali materiał do tej zawiłej sprawy. Wreszcie po należytym zbadaniu Leon XIII 13 września 1896 r. listem apostolskim Apostolicae curae święcenia w kościele anglikańskim uznał za nieważne, a sukcesję apostolską za przerwaną.
Mimo że od 1931 roku pomiędzy Kościołami Starokatolickimi Unii Utrechckiej a Kościołami anglikańskimi istnieje pełna interkomunia, polegająca m.in. na obustronnym uznaniu ważności święceń wyższych, to jednak wśród teologów katolickich i części środowiska anglokatolików nadal panuje wątpliwość co do ważności święceń. Łączenie w doktrynie anglikanizmu cech katolicyzmu z protestantyzmu rodzi wątpliwość co do sposobu rozumienia święceń wyższych a także intencji szafarza. W nurcie protestanckim święcenia nie są uważane za sakrament a jedynie za ordynowanie do spełniania urzędu zwierzchnika wspólnoty religijnej. Nie wiadomo zatem jak postrzega je przyjmujący i jaka jest intencja szafarza. 
Mimo prowadzonej dyskusji wśród teologów katolickich i anglikańskich nauczanie Leona XIII wyrażone w Liście apostolskim Apostolicae curae w Kościele katolickim jest nadal obowiązujące.  
Papież Paweł IV w liście Praeclara carissimi, co do święceń anglikańskich zarządził: „qui ad ordines ecclesiasticos ab alio, quam ab episcopo rite et recte ordinato promoti fuerunt, eosdem ordines de novo suscipere teneantur (ci którzy otrzymali święcenia duchowne od kogoś innego niż od biskupa konsekrowanego zgodnie z rytem kościelnym i należycie, mają je ponownie otrzymać)”.  
W związku z tym wszystkim duchownym wyświęconym przez biskupów anglikańskich, a powracających do jedności z Kościołem katolickim i pragnącym pozostać kapłanami, Kościół nakazywał powtórne święcenia z rąk katolickiego biskupa. Zgodnie z tym zaleceniem po swojej konwersji na katolicyzm ponownie święcenia kapłańskie przyjął m.in. John Henry Newman.